# Остарин
Остарин, более известный в научной среде как энобосарм, — активное вещество вида арил пропионамидов, относящееся к классу селективных модуляторов андрогеновых рецепторов (SARM) и проходящее клинические испытания в компаниях Merck & Co и GTx Inc. для лечения мышечной атрофии и остеопороза. С января 2008 года внесен Всемирным антидопинговым агентством (WADA) в список запрещённых для использования в спорте. С сентября 2016 года включен Правительством РФ в список сильнодействующих и ядовитых веществ для целей ст. 234 УК РФ.

## Структура

Структуры остарина и андарина

Структура остарина не была официально опубликована, и в связи с этим остарин ошибочно связывали с другим соединением из того же класса селективных модуляторов андрогеновых рецепторов (SARM), известным как андарин. В то же время структура остарина, его химический компонентный состав были раскрыты в патентных базах данных, к примеру, во Всемирной организации интеллектуальной собственности (WIPO), а также стали предметом обсуждения в первичной научной литературе.
Остарин, также как и андарин относят к арил пропионамидам — виду селективных модуляторов андрогеновых рецепторов (SARM), наряду с другими — хинолинами, хинолинонами и бициклическими гидантионами. Однако в отличие от последних арил пропионамиды (остарин и андарин) в исследованиях показывают наибольшую эффективность. Остарин отличается от андарина цианозаместителями на фенильных кольцах, которые заменены нитро-и ацетамидо-фрагментами.

## Фармакологическое действие

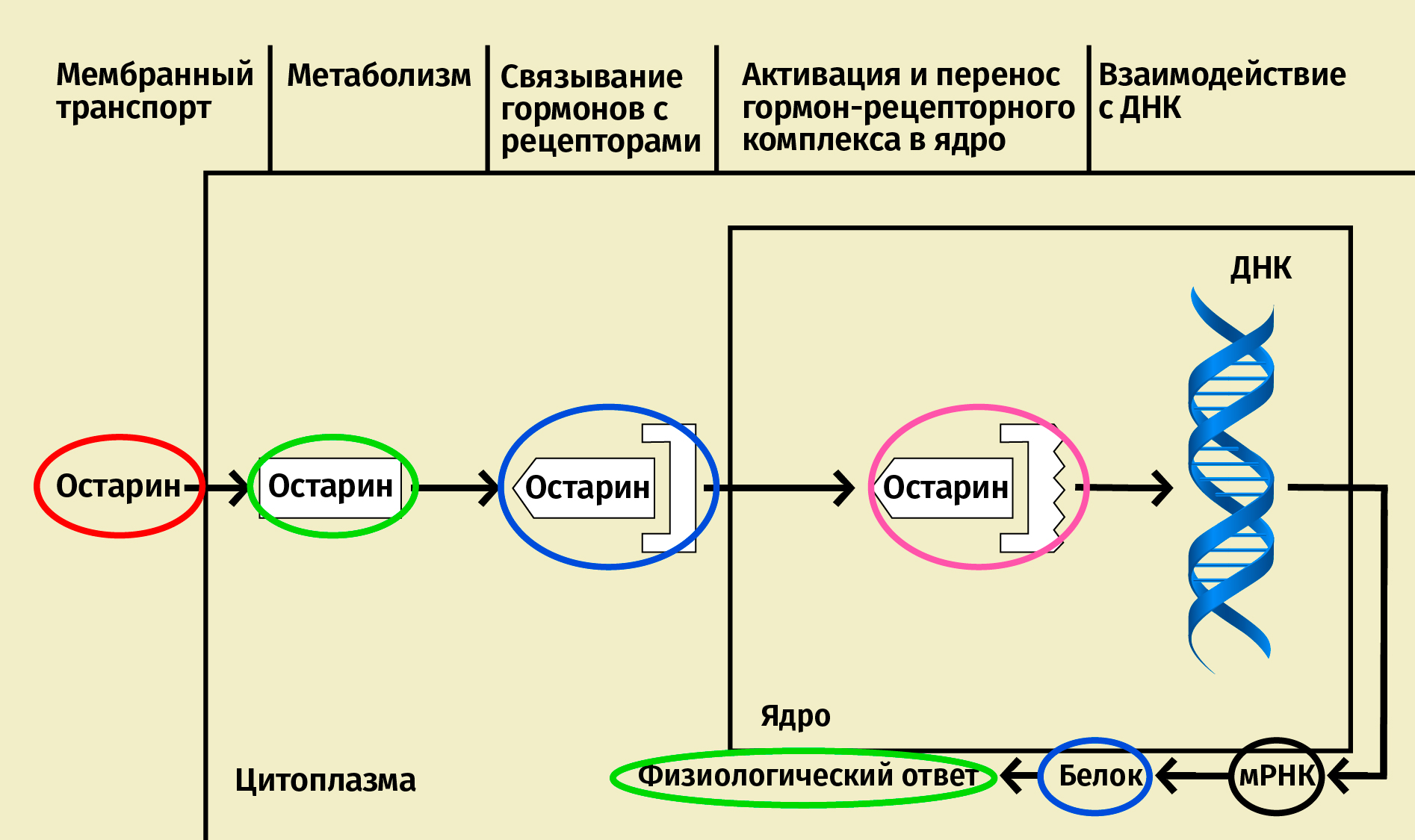
Механизм действия Остарина

Остарин, как и другие селективные модуляторы андрогенных рецепторов (SARM), связывается с определенными рецепторами андрогенов и оказывает направленную анаболическую активность исключительно на скелетно-мышечную ткань в отличие от тестостерона и других анаболических стероидов и прогормонов.
В результате метаболизма остарин попадает в кровь, затем за счет мембранного транспорта проникает в цитоплазму и связывается с андрогенным рецептором. Связывание с определенным доменом в андрогенном рецепторе приводит к активации рецептора. Активированный рецептор перемещается в ядро, где присоединяется к гормон чувствительному элементу гена. За счёт присоединения активируется транскрипция гена-мишени, образуя специфический белок. Связывание и активация рецептора андрогена изменяет экспрессию генов и увеличивает синтез белка и, следовательно, приводит к увеличению скелетно-мышечной ткани.

## Клинические испытания
В декабре 2006 года был завершен трехмесячный этап фазы II двойного слепого, плацебо-контролируемого, рандомизированного клинического испытания, включающего 120 субъектов (60 пожилых мужчин и 60 женщин, находящихся в фазе постменопаузы). При приеме энобосарма наблюдалось дозозависимое увеличение мышечной массы тела. Пациенты, принимавшие высокие дозы препарата — 3 мг в день, показали средний прирост мышечной массы на 1,4 кг (3,1 фунта) по сравнению с теми, кто получал плацебо. Применение энобосарма также привело к улучшению производительности мышц в тесте на измерение скорости и мощности подъема на двенадцатый этаж по лестнице. Энобосарм показал свое воздействие на селекцию тканей, благотворно влияя на мышечную массу тела и производительность без видимых изменений в измерениях простатического специфического антигена (ПСА), выработке кожного сала или лютеинизирующего гормона в сыворотке.
В октябре 2008 года были объявлены окончательные результаты фазы II исследования энобосарма у пациентов с раковой кахексией. Клинические испытания включали 159 онкологических больных (средний возраст 66 лет) с немелкоклеточным раком легкого, колоректальным раком, неходжкинской лимфомой, хроническим лимфолейкозом или раком молочной железы из 35 разных мест в США и Аргентине. Участники были разделены на группы, получающие либо плацебо, либо 1 или 3 мг капсулы энобосарма перорально один раз в день на протяжении 16 недель. Средняя потеря веса до начала эксперимента среди всех его участников составляла 8,8 %. Испытуемым разрешалось проходить стандартную химиотерапию по ходу эксперимента. Исследование выполнило свою первичную цель — абсолютное изменение в общей мышечной массе тела (мышцы) у пациентов по сравнению с плацебо-группой, и вторичную — увеличение функциональности мышц (производительность). Частота проявления серьезных нежелательных последствий, смертельный исход и прогрессирование опухоли была схожа в группах пациентов, принимающих плацебо и энобосарм. Наиболее распространенными побочными эффектами среди всех участников эксперимента были усталость, анемия, тошнота и диарея.
На данный момент ни один селективный модулятор андрогенных рецепторов, в том числе и энобосарм или остарин, не является действительно селективным, то есть воздействующим лишь на конкретную область. Он показывает лишь более высокий анаболический индекс, при этом соотношение анаболической к андрогенной активности составляет от 3:1 до 10:1 (у тестостерона соотношение равно 1:1).

## Допинг
Селективные модуляторы андрогенных рецепторов (SARM) могут использоваться спортсменами для повышения физической выносливости, увеличения мышечной массы и уменьшения подкожного жира, потенциально производя эффекты, сходные с анаболическими стероидами. По этой причине SARM были внесены Всемирным антидопинговым агентством (WADA) в список запрещённых для использования в спорте с января 2008 года, несмотря на отсутствие медицинских препаратов этого класса на тот момент и их использование в клинических испытаниях. Остарин по классификации WADA отнесён к классу «S1. Анаболические агенты». В то же время были разработаны спектрометрические способы определения препаратов SARM в крови и моче.
6 июня 2013 года после финиша Гран-при кантона Аргау было объявлено, что допинг-проба «А», взятая у велогонщика команды «Vacansoleil-DCM» Никиты Новикова 17 мая 2013 года, дала положительный результат на анаболический стероид гидрокси-остарин. В связи с чем спортсмен был временно отстранён от соревнования до вскрытия пробы «Б». 13 января 2014 года РУСАДА дисквалифицировало Новикова на два года.
В июне 2014 года Всероссийская федерация лёгкой атлетики (ВФЛА) объявила о том, что прыгунья в длину и тройным Светлана Бирюкова дисквалифицирована на два года из-за положительной допинг-пробы на остарин. В январе 2014 года Бирюкова сначала прыгнула на 6,98 м и установила лучший результат в текущем сезоне в мире, а в феврале того же года стала чемпионкой России в помещении. Значительный прогресс Светланы был по достоинству оценен тренерами сборной страны, которые включили Бирюкову в список участников чемпионата мира в закрытых помещениях в Сопоте. Однако выступить в Польше россиянке так и не удалось. Перед стартом первенства Бирюкова приняла решение сняться с соревнований без объяснения причин.
12 октября 2014 года во время этапа Кубка мира по плаванию в Москве была зафиксирована положительная допинг-проба на остарин у российского пловца Сергея Макова. Спортсмен был дисквалифицирован на два года. Маков в составе сборной России по плаванию установил мировой рекорд в смешанной эстафете на этапе Кубка мира в Москве и завоевал бронзу Универсиады в Шэньчжэне.
13 февраля 2015 года Международная федерация плавания (FINA) сообщило о том, что один из самых опытных и титулованных пловцов сборной России Владимир Дятчин получил двухлетнюю дисквалификацию за применение остарина. После этого 32-летний пловец сообщил о завершении спортивной карьеры.
В феврале 2015 года допинг-проба «А» бегуна на 400 метров Ярослава Холопова дала положительный результат на остарин. В ноябре 2015 года Всероссийская федерация лёгкой атлетики (ВФЛА) сообщила, что Холопов дисквалифицирован на четыре года.
В июне 2015 года азербайджанская легкоатлетка Чалту Бежи, выигравшая первое место в беге на 3000 метров с препятствиями и седьмое — на дистанции 1500 метров на Европейских играх в Баку, не смогла пройти допинг-контроль. В её пробе «А» был обнаружен остарин. Повторная допинг проба спортсменки подтвердила наличие запрещённого препарата. В результате она была отстранена от дальнейшего участия в командных соревнованиях.
В марте 2016 года Российское антидопинговое агентство (РУСАДА) дисквалифицировало на четыре года серебряного призера чемпионата мира-2007 по плаванию Яну Мартынову за употребление остарина.
После завершившегося вничью в мае 2016 года поединка с чемпионом мира WBC во втором среднем весе Баду Джеком допинг-проба канадского боксёра румынского происхождения Лучиана Буте дала положительный результат на остарин. Атлетическая комиссия округа Колумбия в ходе длительного расследования пришла к выводу, что данное вещество попало в организм Буте случайно вместе с «загрязнённой» пищевой добавкой. Учитывая такое положение вещей, комиссия дисквалифицировала боксёра сроком всего лишь на шесть месяцев при условии, что в течение 90 дней он сделает взнос в размере $50,000 на программу WBC за чистый бокс.
В июне 2016 года полусредневес UFC Тим Минс получил шестимесячное отстранение за проваленный допинг-тест 3 февраля 2016 года, из-за которого его сняли с боя против Дональда Серроне на UFC Fight Night 83. В организме Минса был обнаружен остарин. Минс утверждал, что он не принимал остарин намеренно, вещество находилось в пищевой добавке. После анализа предоставленной пищевой добавки Антидопинговое агентство США (USADA) пришло к заключению, что остарин действительно входит в её состав и поэтому Минса отстранили на шесть месяцев. Осенью того же года другой американский боец Том Лоулор был дисквалифицирован USADA на два года за применение остарина, а по окончании срока дисквалификации его уволили из UFC.
Допинг-проба австралийского боксера-супертяжеловеса Лукаса Брауна, взятая у него в ноябре 2016 года, показала наличие в его организме следов остарина. Таким образом, бой Лукаса Брауна с Шенноном Бриггсом за титул «регулярного» чемпиона мира по версии WBA в супертяжелом весе, запланированный к проведению в декабре 2016 года, не состоялся.
17 декабря 2016 года в допинг-пробе российского боксёра Александра Поветкина Ассоциацией по добровольному тестированию на допинг (VADA) в незначительном количестве был обнаружен остарин. Между тем, по словам промоутера российского боксера Андрея Рябинского, «пробы, сданные в независимой лаборатории в Лозанне, чистые». 8 ноября 2017 года WBC, вслед за IBF, WBA и WBO, снял с Александра Поветкина обвинения в умышленном употреблении допинга.
В феврале 2020 года российская биатлонистка Светлана Слепцова была признана виновной в нарушении п. 2.2 Антидопинговых правил за использование остарина и дисквалифицирована на 2 года.

## Мнения специалистов
Конечная цель этого препарата — повышение уровня тестостерона. Это основной действующий момент на агрессию и выполнение определенной работы. Этот препарат за счет стимуляции андрогенных функций и повышения тестостерона улучшает и ускоряет процесс выработки адреналина. Таким образом, улучшаются скоростные, силовые качества спортсмена и определенные виды взрывной выносливости.— Фарид Хамидуллин, бывший врач сборной России по легкой атлетике

Остарин относится к анаболикам с необратимым эффектом действия. Его используют для набора мышечной массы. Однако есть ряд побочных эффектов. Спортсменки приобретают мужеподобные черты, и этот процесс необратим.— Андрей Звонков, врач-терапевт

Остарин, грубо говоря, по действию похож на тестостерон, однако в отличие от последнего лишен каких-либо побочных действий, хотя они в целом есть. Остарин очень популярен у бодибилдеров и в фитнесе. В организм остарин может попасть как угодно, это нельзя назвать просто проколом, это — нонсенс. Сказать, что эта тема не на «радарах» спортивной медицины, нельзя. По этому препарату известно все, он долго не держится в организме, быстро выводится.— Николай Дурманов, экс-руководитель Российского антидопингового агентства (РУСАДА), профессор

За счет остарина можно увеличить мышечную массу спортсмена. Чаще всего данные препараты оказываются не в совсем благонадежных препаратах, относящихся к биологически активным добавкам, и попадают в организм спортсменов вместе с ними.— Артем Калугин, спортивный врач, травматолог

Наиболее вероятным является попадание остарина в организм спортсмена с каким-либо спортивным питанием. Понятно, что врач скрупулёзно изучает его состав, но в настоящее время существует огромная проблема с тем, что ряд веществ просто не указываются в аннотации.— Эдуард Безуглов, спортивный врач

## Легальный статус
В августе 2016 года МВД предложило включить остарин в перечень сильнодействующих веществ с целью существенно ограничить его оборот.
В пояснительной записке к подготовленному проекту постановления правительства говорилось, что согласно обнародованному 9 ноября 2015 года отчету независимой комиссии Всемирного антидопингового агентства, 35 % от общего количества спортсменов, у которых обнаружены допинговые средства, составляют спортсмены Российской Федерации. По данным Всемирного антидопингового агентства ежегодно фиксируется в среднем около 200 случаев обнаружения в организме спортсменов субстанций, относящихся к классу «S1. Анаболические агенты» (к которому относится остарин). При этом их количество ежегодно возрастает (в 2011 году — 133 случаев, в 2014 году — 278 случаев).
Для предотвращения использования подобных препаратов в спорте правительство РФ в октябре 2016 года внесло остарин в список сильнодействующих и ядовитых веществ для целей ст. 234 УК РФ (Незаконный оборот сильнодействующих или ядовитых веществ с целью сбыта). Юридически остарин приравняли к анаболическим стероидам.